# Gnathovorax
Gnathovorax — рід динозаврів з родини Herrerasauridae (ерреразаврові). Як і всі ерреразаврові, це був двоногий хижак. Існував близько 233 млн років тому в карнійському віці (пізній тріасовий період). Рештки добре збереженого скелета знайдені на території Бразилії. Ближче споріднений з Herrerasaurus і Sanjuansaurus, ніж зі Staurikosaurus.
Описано один вид — Gnathovorax cabreirai. Знайдений скелет є найповнішим і найкраще збереженим серед ерреразаврових. За відбитками м'яких тканин всередині черепа навіть вдалося відтворити форму добре розвиненого клаптика і приклаптика мозочка, який відповідає за рух очей, шиї та голови.